# Ivar Öhman (1903–1974)
Frans Karl Ivar Öhman, född den 20 november 1903 i Stockholm, död den 27 december 1974 i Malmö, var en svensk jurist. Han var son till Ivar Öhman. 
Öhman avlade studentexamen i Malmö 1921 och juris kandidatexamen vid Lunds universitet 1927. Efter genomförd tingstjänstgöring i Oxie och Skytts domsaga 1927–1929 blev han extra ordinarie fiskal i Skånska hovrätten 1930, assessor där 1936, hovrättsråd 1942 och revisionssekreterare 1943 (tillförordnad 1940). Öhman var häradshövding i Oxie och Skytts domsaga 1955–1970. Han blev riddare av Nordstjärneorden 1945 och kommendör av samma orden 1960. Öhman vilar i sin familjegrav på Östra kyrkogården i Malmö.